# Коптогай (Хромтауский район)
Коптогай (каз. Көптоғай) — село в Хромтауском районе Актюбинской области Казахстана. Входит в состав Табантальского сельского округа. Код КАТО — 156049400.

## Население
В 1999 году население села составляло 253 человека (141 мужчина и 112 женщин). По данным переписи 2009 года, в селе проживал 91 человек (51 мужчина и 40 женщин).